# Comuna Nowinka
Comuna Nowinka este o comună (în poloneză: gmina) rurală în powiat Augustów, voievodatul Podlasia, Polonia.
Comuna acoperă o suprafață de 203,84 km² și are, potrivit datelor din anul 2006, o populație de 2.790.